# Васељенска
Васељенска ТВ је српски интернет портал и медијска кућа, позната по свом алтернативном приступу извештавању и анализи друштвених, политичких и културних догађаја. Портал је основан 2011. године као реакција на, како његови оснивачи тврде, цензуру и контролу мејнстрим медија у Србији.
Главни и одговорни уредник портала је Весна Веизовић

## Историја и Мисија
Васељенска ТВ је основана са циљем да обезбеди платформу за слободно изражавање и размену информација које нису присутне у главним медијима. Портал је посвећен промовисању слободе говора и борби против цензуре. Његова мисија је да пружи алтернативне погледе на актуелне догађаје и да информише јавност о темама које су често занемарене или изобличене у мејнстрим медијима.